# Karim Benyamina
Karim Benyamina (in arabo كريم بن يمينة‎?; Dresda, 18 dicembre 1981) è un ex calciatore algerino con cittadinanza tedesca, di ruolo attaccante.

## Biografia
È il fratello maggiore di Soufian Benyamina, anch'egli calciatore.

## Statistiche

### Cronologia presenze e reti in nazionale
| Cronologia completa delle presenze e delle reti in nazionale ― Algeria | Cronologia completa delle presenze e delle reti in nazionale ― Algeria | Cronologia completa delle presenze e delle reti in nazionale ― Algeria | Cronologia completa delle presenze e delle reti in nazionale ― Algeria | Cronologia completa delle presenze e delle reti in nazionale ― Algeria | Cronologia completa delle presenze e delle reti in nazionale ― Algeria | Cronologia completa delle presenze e delle reti in nazionale ― Algeria | Cronologia completa delle presenze e delle reti in nazionale ― Algeria |
| Data                                                                   | Città                                                                  | In casa                                                                | Risultato                                                              | Ospiti                                                                 | Competizione                                                           | Reti                                                                   | Note                                                                   |
| ---------------------------------------------------------------------- | ---------------------------------------------------------------------- | ---------------------------------------------------------------------- | ---------------------------------------------------------------------- | ---------------------------------------------------------------------- | ---------------------------------------------------------------------- | ---------------------------------------------------------------------- | ---------------------------------------------------------------------- |
| 17-11-2010                                                             | Lussemburgo                                                            | Lussemburgo                                                            | 0 – 0                                                                  | Algeria                                                                | Amichevole                                                             | -                                                                      | 80’                                                                    |
| 3-9-2011                                                               | Dar-es-Salaam                                                          | Tanzania                                                               | 1 – 1                                                                  | Algeria                                                                | Qual. Coppa d'Africa 2012                                              | -                                                                      |                                                                        |
| Totale                                                                 |                                                                        | Presenze                                                               | 2                                                                      |                                                                        | Reti                                                                   | 0                                                                      |                                                                        |

## Palmarès

### Club

#### Competizioni nazionali
- 3. Liga: 2

Union Berlino: 2008-2009
Karlsruhe: 2012-2013